# Земляные попугаи
Земляные попугаи (лат. Pezoporus) — род птиц из семейства Psittaculidae.

## Описание
Представители рода обитают в степях и лугах Австралии и Тасмании. Все виды ведут наземный образ жизни. Длина тела 25—33 см. Основной цвет окраски — зелёный.

## Классификация
Международный союз орнитологов относит к роду 3 вида:
- Pezoporus occidentalis (Gould, 1861) — Ночной попугай
- Pezoporus wallicus (Kerr, 1792) — Земляной попугай

Ранее род был монотипическим, включая только вид Pezoporus wallicus, а ночной попугай выделялся в собственный одноимённый род Geopsittacus.